# Sent Maime de Perairòus
Sent Maime de Perairòus (en francès Saint-Maime-de-Péreyrol) és un municipi francès situat al departament de la Dordonya i a la regió de la Nova Aquitània.

## Demografia
| 1962                                       | 1968 | 1975 | 1982 | 1990 | 1999 | 2007 |
| ------------------------------------------ | ---- | ---- | ---- | ---- | ---- | ---- |
| 284                                        | 270  | 266  | 276  | 264  | 265  | 260  |
| Des de 1962: població sense dobles comptes |      |      |      |      |      |      |

## Administració
| Període   | Identitat         | Partit |
| --------- | ----------------- | ------ |
| 1983-2008 | Serge Jaubertie   |        |
| 2008-     | Catherine Rouleau |        |